# 阿法纳西耶沃 (基洛夫州)
阿法纳西耶沃（羅馬化：Afanasʹyevo）是俄罗斯基洛夫州的市级镇、阿法纳西耶沃区行政中心，位于伏尔加河最长支流卡马河左岸，地处基洛夫州东部，在州府基洛夫东偏北方。
该地2021年人口有3,448人；2010年人口3,435；2002年人口3,474；1989年人口4,982。